# Bielorrusia en los Juegos Paralímpicos
Bielorrusia en los Juegos Paralímpicos está representada por el Comité Paralímpico de la República de Bielorrusia, miembro del Comité Paralímpico Internacional.
Ha participado en siete ediciones de los Juegos Paralímpicos de Verano, su primera presencia tuvo lugar en Atlanta 1996. El país ha obtenido un total de 105 medallas en las ediciones de verano: 41 de oro, 33 de plata y 31 de bronce.
En los Juegos Paralímpicos de Invierno ha participado en siete ediciones, siendo Lillehammer 1994 su primera aparición en estos Juegos. El país ha conseguido un total de 35 medallas en las ediciones de invierno: 8 de oro, 11 de plata y 16 de bronce.

## Medallero

### Por edición
| Evento              | Oro | Plata | Bronce | Total |
| ------------------- | --- | ----- | ------ | ----- |
| Atlanta 1996        | 3   | 3     | 7      | 13    |
| Sídney 2000         | 5   | 8     | 10     | 23    |
| Atenas 2004         | 10  | 12    | 7      | 29    |
| Pekín 2008          | 5   | 7     | 1      | 13    |
| Londres 2012        | 5   | 2     | 3      | 10    |
| Río de Janeiro 2016 | 8   | 0     | 2      | 10    |
| Tokio 2020          | 5   | 1     | 1      | 7     |
| París 2024          | –   | –     | –      | –     |
| TOTAL               | 41  | 33    | 31     | 105   |

| Evento              | Oro | Plata | Bronce | Total |
| ------------------- | --- | ----- | ------ | ----- |
| Lillehammer 1994    | 0   | 0     | 0      | 0     |
| Nagano 1998         | 0   | 0     | 0      | 0     |
| Salt Lake City 2002 | 1   | 1     | 0      | 2     |
| Turín 2006          | 1   | 6     | 2      | 9     |
| Vancouver 2010      | 2   | 0     | 7      | 9     |
| Sochi 2014          | 0   | 0     | 3      | 3     |
| Pyeongchang 2018    | 4   | 4     | 4      | 12    |
| Pekín 2022          | –   | –     | –      | –     |
| TOTAL               | 8   | 11    | 16     | 35    |

### Por deporte
| Evento                     | Oro | Plata | Bronce | Total |
| -------------------------- | --- | ----- | ------ | ----- |
| Atletismo                  | 10  | 18    | 24     | 52    |
| Ciclismo                   | 4   | 1     | 0      | 5     |
| Esgrima en silla de ruedas | 1   | 1     | 0      | 2     |
| Natación                   | 26  | 12    | 6      | 44    |
| Remo                       | 0   | 1     | 1      | 2     |
| TOTAL                      | 41  | 33    | 31     | 105   |

| Evento         | Oro | Plata | Bronce | Total |
| -------------- | --- | ----- | ------ | ----- |
| Biatlón        | 1   | 2     | 6      | 9     |
| Esquí de fondo | 7   | 9     | 10     | 26    |
| TOTAL          | 8   | 11    | 16     | 35    |